# 帰れない山 (映画)
『帰れない山』（かえれないやま、原題：Le otto montagne）は2022年のイタリア・ベルギー・フランスのドラマ映画。パオロ・コニェッティの2017年の小説『帰れない山』を原作としており、フェリックス・ヴァン・フルーニンゲンとシャルロッテ・ファンデルメールシュが共同で監督・脚本を務めた。出演はルカ・マリネッリ、アレッサンドロ・ボルギ、フィリッポ・ティーミ、エレナ・リエッティなど。
撮影はヴァッレ・ダオスタ州、トリノ、ネパールで行われた。第75回カンヌ国際映画祭で審査員賞を受賞したほか、第68回ダヴィッド・ディ・ドナテッロ賞では作品賞を含む4部門で受賞した。

## ストーリー
1984年の夏、11歳の少年ピエトロは教師である母のフランチェスカとともに、アルプスの山間にあるグラーナ村に滞在する。父のジョヴァンニはトリノの大企業の工場で働くエンジニアで、年に数回登山に出かけることを楽しみとしており、ピエトロに登山の手ほどきをしようとグラーナ村に別荘を借りることにしたのだった。村でピエトロは同い年の少年ブルーノと出会い、二人は親友となる。ピエトロと同じく一人っ子のブルーノは、村でただ一人の子供で、母を亡くし父親は出稼ぎで留守のために、酪農を営む叔父夫婦の手伝いをしていた。ある時、ジョヴァンニはブルーノの叔父に許可を得て、ピエトロとブルーノを泊りがけで氷河へのトレッキングに連れていくが、ピエトロが途中で高山病にかかり、父とブルーノについて行けなくなったことから、下山を余儀なくされる。この出来事はピエトロの心に深く刻まれ、影を落とすこととなる。
夏の休暇の終わり、ブルーノがグラーナ村で十分に教育の機会を得られていないことを心配したピエトロの両親は、ブルーノを冬の間トリノの家に住まわせ、高校に通わせることをブルーノの叔父夫婦に提案するが、ある日突然、ブルーノは村を去ったと告げられる。ブルーノの父親が、トリノ行きに反対し、息子を出稼ぎに連れて行ったのだった。ブルーノは父親とともに石工職人として建設現場で働くことになり、ピエトロとは会えなくなった。ピエトロはその後も両親とともに別荘へ行き、一度だけブルーノを見かけたこともあったが、二人が言葉を交わすことはなかった。ピエトロは成長するにつれて父親との折り合いが悪くなり、ある年から別荘行きをやめてしまう。
最後にブルーノを見かけてから15年後、31歳になったピエトロは母から父が突然亡くなったことを知らされる。父との関係を絶ち、実家を離れて様々な仕事を転々としていたピエトロは、知らせを受けて母のもとに戻り、その後、グラーナ村の別荘に向かう。村でブルーノに再会したピエトロは、そのまま山の上のバルマ・ドローラ（村の方言で「奇妙な岩」の意）と呼ばれる小さな土地に連れて行かれる。バルマ・ドローラは父ジョヴァンニが惚れ込んで購入した土地であり、そこにある廃墟となった山小屋を再建することをジョヴァンニがブルーノに約束させたのだという。ブルーノは山小屋の材料費だけもらえれば手間賃は要らないと言い、ピエトロもブルーノに教わりながら解体と建設を手伝うことになる。まもなくピエトロは、父と絶縁していた10年間、ブルーノが息子の代わりのように父と一緒に時間を過ごしていたことを知る。ブルーノは、酒に溺れた実の父親とは縁を切ってしまったのだとピエトロに語る。
山小屋はひと夏で完成する。ブルーノは山小屋をピエトロに贈ったつもりだったが、ピエトロはこれは二人の家だと言う。二人は焚火を囲んで語り合い、ブルーノはこれから叔父が潰した山の牧場を再建して酪農を始め、一族の伝統にならって「山の民」として暮らしていきたいのだと語るが、ピエトロはまだ将来の展望を見い出せずにいた。ある時、ピエトロはトリノの友人たちを小屋に招き、ブルーノにも紹介する。友人の一人である女性ラーラと、ピエトロは小屋で関係を持つ。
その後、放浪の旅に出たピエトロは、旅先のネパールでヒマラヤ地方の「山の民」の暮らしに感銘を受け、ついに自分の居場所を見つけたと感じる。ピエトロは初めての著書の出版にも漕ぎ着け、作家として出発した。ある日、ピエトロはブルーノから連絡を受け、ラーラが牧場で働かせてほしいと言っていると告げられる。ブルーノと同じく山間部の出身であるラーラは、グラーナ村にすっかり魅了されていたのだった。ピエトロとラーラの関係が気がかりだとブルーノから言われたピエトロは、彼女とは普通の友人で特別な関係はないと伝える。ラーラは牧場に住み込んで働き始め、やがてブルーノとの間には娘アニータが生まれる。ブルーノとラーラは休みなく仕事に追われ、山小屋の手入れは旅の合間にグラーナ村を訪れるピエトロ一人に任されるようになった。
ある日、ブルーノとラーラはピエトロと母フランチェスカを夕食に招く。食事の席で、ブルーノがネパールで行われている鳥葬について説明すると、ラーラは顔をしかめて拒否感を示すが、ブルーノは鳥葬が気に入ったと言う。牧場の仕事をしている間、フランチェスカが幼い娘アニータの面倒を見てくれて助かっているのだとラーラはピエトロに告げる。その日の夜、ピエトロはブルーノと二人で酒を飲みながら、ネパールである老人から聞かされた「八つの山」の話をする。この世界は八つの山とその外側に広がる八つの海から成っていて、八つの山の中心には、世界で最も高い山である須弥山（スメール山）がある、八つの山すべてに登った者と、須弥山に登った者、どちらがより多くのことを学んだと言えるだろうか、というのである。須弥山にいるのがブルーノで、八つの山を巡っているのがピエトロだと二人は同意する。
やがて、ピエトロはブルーノとラーラが苦境にあることを知る。牧場が経営難に陥り、二人は多額の借金を負っていたのだった。作家として独り立ちしつつあったピエトロは二人への援助を申し出るが、ブルーノから激しく拒絶される。
その後ネパールに戻ったピエトロは、現地で教師をしている女性アズミと出会い、順調に関係を育んでいたが、ある日ブルーノからの長距離電話で、牧場が差し押さえられたこと、ラーラが娘アニータを連れて実家に帰ってしまったことを知らされる。季節は冬だったが、ブルーノは誰にも会わず山に籠りたいのでバルマ・ドローラの山小屋を使っていいかとピエトロに尋ね、ピエトロは「もちろんだ、お前の家でもあるのだから」と応える。自分も山小屋に行こうかとピエトロが聞くと、長い沈黙の後、ブルーノも承諾する。
ピエトロが到着すると、ブルーノは雪に閉ざされた山小屋に籠り、一人で原始的な生活を送っていた。ピエトロはブルーノに、もう一度生活を立て直させようと説得を試みる。しかし、ブルーノ自身の実の父親のように娘を捨ててはならないとピエトロが訴えると、ブルーノは激昂し、極寒の夜にもかかわらずピエトロを山小屋から追い出してしまう。
山小屋の外で一夜を明かしたピエトロは、山を下りてラーラを訪ねる。ピエトロはブルーノを助けたいと言うが、ラーラは、ブルーノは助かりたいと思っていないから無理だ、彼にとっては家族よりも山の方が大切なのだと言う。失意のピエトロは、数日後に山小屋へ戻る。二人はお互いに謝罪し仲直りするが、ブルーノは心配するピエトロの助けを拒み、「この山が俺を傷つけたことはない」と言ってピエトロを送り出す。
ある晴れた日、雪に覆われた山の上空を、ヘリコプターが飛んでいく。分厚い雪に埋もれた山小屋の屋根に、救助隊がチェーンソーで穴を開け、小屋の中に降り立つ。救助隊員は室内を見回すが、誰の姿も見当たらない。
大寒波に襲われて大雪が降った後、ブルーノの従兄弟が彼の消息を心配して救助を要請したのだが、小屋の中には姿がなく、行方が知れない。救助隊からは春になって雪が解ければ遺体が見つかるだろうと言われた、とラーラがピエトロに電話で知らせる。ラーラは「これはブルーノが望んだことだと思うか」と涙ながらにピエトロに尋ね、ピエトロは否定する。しかし、それはピエトロの本心ではなかった。雪が溶け始めた頃、山ではカラスたちが何かを盛んについばんでいる。
ピエトロはネパールに戻り、アズミとともに現地の子供たちと過ごす。人生には決して帰れない山がある、世界の中心の一番高い山で友を亡くした者は、永遠に八つの山を彷徨うことになるのだ、とピエトロは独白する。

## キャスト
- ピエトロ: ルカ・マリネッリ - 街育ちの青年。
- ブルーノ: アレッサンドロ・ボルギ - 村の青年。
- ジョヴァンニ: フィリッポ・ティーミ - ピエトロの父。エンジニア。
- フランチェスカ: エレナ・リエッティ（イタリア語版） - ピエトロの母。教師。
- ラーラ: エリザベッタ・マッズーロ

## 公開
一般公開に先んじて、2022年5月18日に第75回カンヌ国際映画祭のコンペティション部門で上映された。イタリアでは2022年12月22日から、日本では2023年5月5日から劇場で公開された。

## 主な受賞とノミネート
- 第75回カンヌ国際映画祭
  - 審査委員賞（『EO　イーオー』と同時受賞）
  - ノミネート：パルム・ドール

- ダヴィッド・ディ・ドナテッロ賞（2023年）
  - 作品賞
  - 脚色賞（フェリックス・ヴァン・フルーニンゲン、シャルロッテ・ファンデルメールシュ）
  - 撮影賞（ルーベン・インペンス）
  - 音響賞
  - ノミネート：監督賞（フェリックス・ヴァン・フルーニンゲン、シャルロッテ・ファンデルメールシュ）
  - ノミネート：プロデューサー賞
  - ノミネート：主演男優賞（アレッサンドロ・ボルギ）
  - ノミネート：主演男優賞（ルカ・マリネッリ）
  - ノミネート：助演男優賞（フィリッポ・ティーミ）
  - ノミネート：作曲賞（ダニエル・ノーグレン）
  - ノミネート：美術賞（マッシミリアーノ・ノチェンテ、マルチェッラ・ガレオーネ）
  - ノミネート：編集賞（ニコ・ルーネン）
  - ノミネート：特殊視覚効果賞（ロドルフォ・ミリャーリ）
  - ノミネート：ヤング・ダヴィッド賞